# Sven Malm
Sven August Malm (ur. 25 lutego 1894 w Sztokholmie, zm. 26 listopada 1974 tamże) – szwedzki lekkoatleta, sprinter i płotkarz, medalista olimpijski z 1920.
Wystąpił w kilku konkurencjach na igrzyskach olimpijskich w 1920 w Antwerpii. Największy sukces odniósł w sztafecie 4 × 100 metrów. Sztafeta szwedzka w składzie: Agne Holmström, William Petersson, Malm i Nils Sandström wywalczyła brązowy medal. Startował również w sztafecie 4 × 400 metrów, w której wraz z kolegami zajął 5. miejsce, a także w biegach na 100 metrów i 200 metrów, gdzie odpadł w przedbiegach.
Był dwukrotnym rekordzistą Szwecji: w biegu na 400 metrów przez płotki z czasem 57,4 (19 sierpnia 1917 w Sztokholmie) oraz w sztafecie 4 × 400 metrów z wynikiem 3:23,7 (21 sierpnia 1921 w Sztokholmie). Był mistrzem Szwecji w biegu na 400 metrów przez płotki w 1917, a także w sztafecie 4 × 100 metrów w latach 1919–1921 i 1923.